# Brentwood (Reino Unido)
Brentwood es una ciudad del distrito de Brentwood, en el condado de Essex (Inglaterra). Según el censo de 2011, Brentwood tenía 52.860 habitantes, municipio de Brentwood tenía 73.010 habitantes.